# Liste der Biografien/Dil
Liste der Biografien |
Portal Biografien |
Personensuche
# |
A |
B |
C |
D |
E |
F |
G |
H |
I |
J |
K |
L |
M |
N |
O |
P |
Q |
R |
S |
T |
U |
V |
W |
X |
Y |
Z |
?
 
Da |
Db |
Dc |
Dd |
De |
Dg |
Dh |
Di |
Dj |
Dk |
Dl |
Dm |
Dn |
Do |
Dq |
Dr |
Ds |
Du |
Dv |
Dw |
Dy |
Dz
 
Dia |
Dib |
Dic |
Did |
Die |
Dif |
Dig |
Dih |
Dij |
Dik |
Dil |
Dim |
Din |
Dio |
Dip |
Diq |
Dir |
Dis |
Dit |
Diu |
Div |
Diw |
Dix |
Diy |
Diz
Die Liste der Biografien führt alle Personen auf, die in der deutschsprachigen Wikipedia einen Artikel haben. Dieses ist eine Teilliste mit 349 Einträgen von Personen, deren Namen mit den Buchstaben „Dil“ beginnt.

## Dil
- Dil, Esma Annemon (* 1974), deutsche Journalistin und Schriftstellerin
- Dil, Mustafa (* 1960), türkischer Fußballspieler

### Dila
- Dilâçar, Agop (1895–1979), türkischer Sprachwissenschaftler armenischer Herkunft
- Dilana (* 1972), südafrikanische Rocksängerin
- Dilāns, Andis (* 1970), lettischer Generalmajor
- Đilas, Dragan (* 1967), serbischer Politiker und Bürgermeister von Belgrad
- Đilas, Milovan (1911–1995), jugoslawischer Politiker, Schriftsteller und DissidentMilovan Đilas (1911–1995)

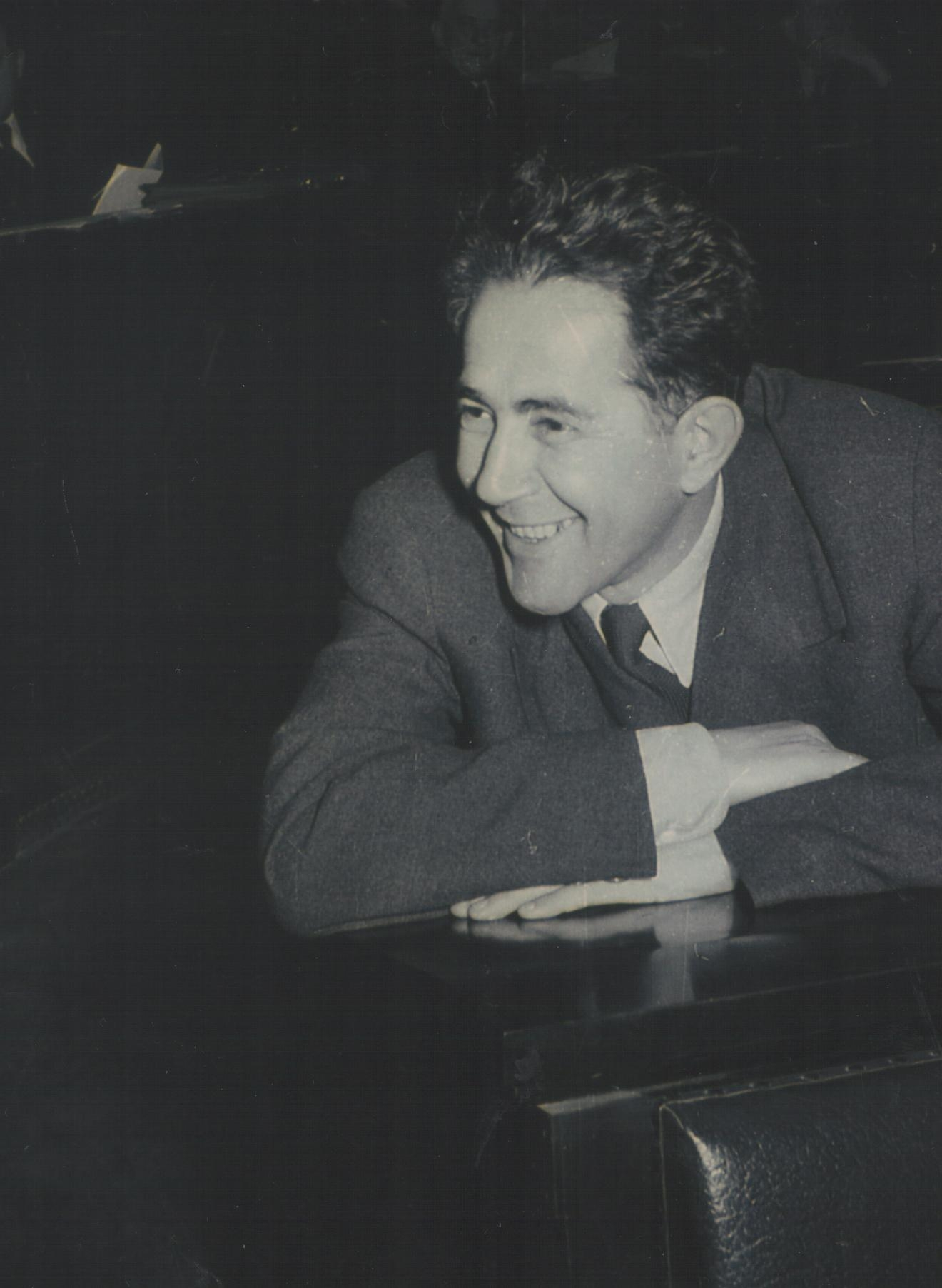
Milovan Đilas (1911–1995)

- Đilas, Vladimir (* 1983), serbischer Fußballspieler
- DiLauro, Ray (* 1979), italo-amerikanischer Eishockeyspieler
- Dilaver, Anıl (* 1990), türkischer Fußballspieler
- Dilaver, Canberk (* 1993), türkischer Fußballspieler
- Dilaver, Emir (* 1991), österreichischer Fußballspieler

### Dilb
- Dilbazi, Mirvarid (1912–2001), aserbaidschanische Dichterin
- Dilber, Derya (* 2000), deutsch-türkische Schauspielerin
- Dilber, Luka (* 1957), kroatischer Fußballspieler und Trainer
- Dilber, Melissa (* 1997), türkische Schauspielerin

### Dilc
- Dilcher, Esther (* 1965), deutsche Politikerin (SPD), MdBEsther Dilcher (* 1965)

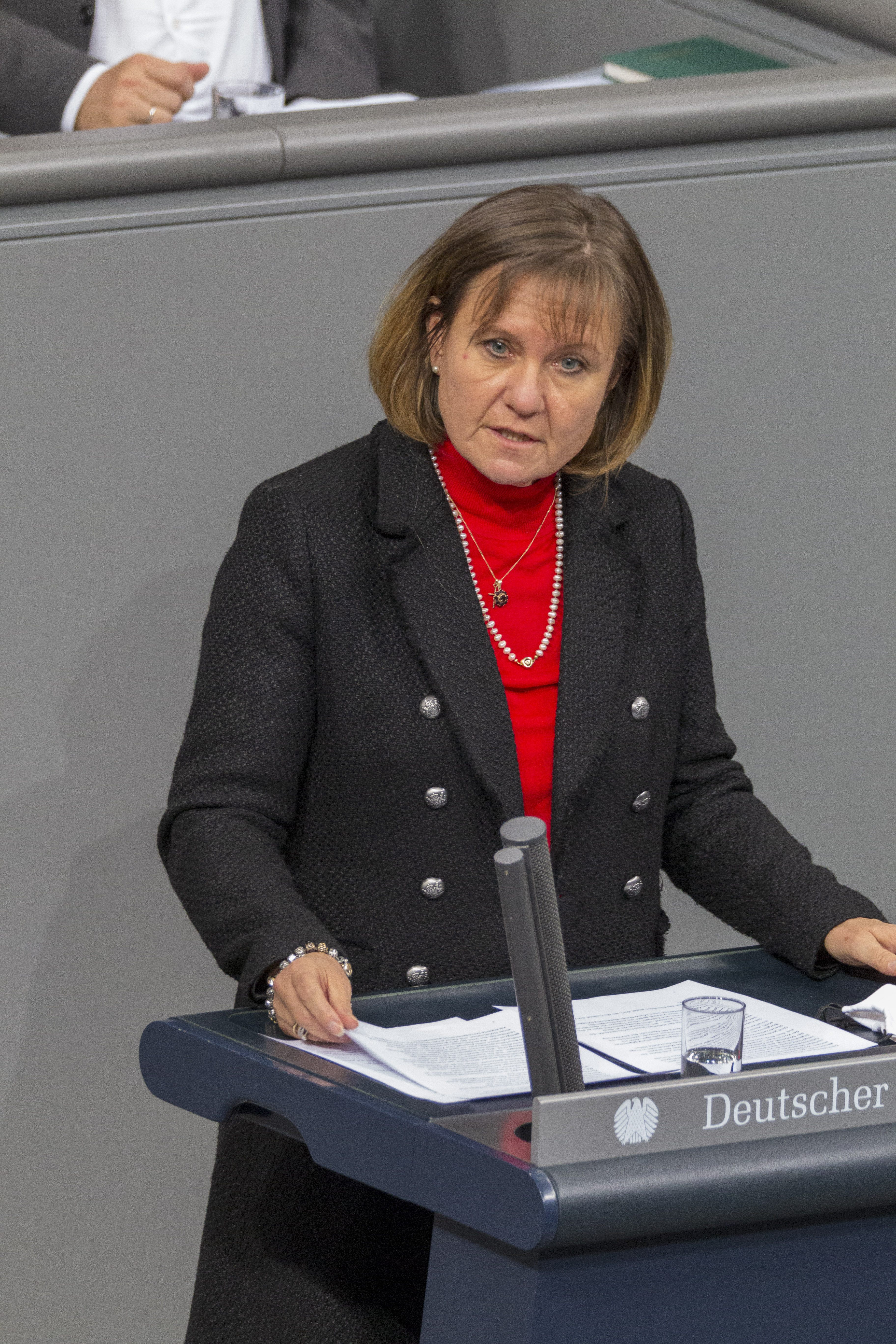
Esther Dilcher (* 1965)

- Dilcher, Gerhard (1932–2024), deutscher Rechtshistoriker
- Dilcher, Hermann (1927–1996), deutscher Rechtswissenschaftler, Rechtshistoriker und Hochschullehrer
- Dilcher, Rainer (* 1935), deutscher Stadtplaner und Hochschullehrer
- Dilchert, Friedrich Carl (1804–1879), deutscher Kaufmann und Bürgermeister

### Dild
- Dildäbekow, Muchtarchan (* 1976), kasachischer Superschwergewichtsboxer
- Dildar (1918–1948), kurdischer Dichter
- Dildy, Emanuel (* 1981), US-amerikanischer Basketballspieler und -trainer

### Dile
- Dileita, Dileita Mohamed (* 1958), dschibutischer Politiker
- Dilek, Deniz (* 2007), türkische Tennisspielerin
- Dilek, Yalın (* 2006), türkischer Fußballspieler
- DiLeo, David (* 1997), US-amerikanischer Basketballspieler
- DiLeo, Frank, US-amerikanischer Basketballtrainer
- DiLeo, Frank (1947–2011), US-amerikanischer Musikmanager und Schauspieler
- DiLeo, Max (* 1993), US-amerikanisch-deutscher Basketballspieler
- DiLeo, T. J. (* 1990), US-amerikanisch-deutscher Basketballspieler
- DiLeo, Tony (* 1955), US-amerikanischer Basketballtrainer
- Diler, Ömer (1945–2005), türkischer Numismatiker
- Diletti, Damon (* 1971), australischer Hockeyspieler
- Dilezki, Nikolai Pawlowitsch († 1681), ukrainisch-russischer Musiktheoretiker und Komponist

### Dilf
- Dilfer, Ann-Kathrin (* 2001), deutsche Fußballspielerin
- Dilfer, Trent (* 1972), US-amerikanischer Footballspieler
- Dilft, Frans van der († 1550), Botschafter Spaniens im Vereinigten Königreich

### Dilg
- Dilg, Otto (* 1916), deutscher Turner
- Dilg, Peter (* 1938), deutscher Pharmaziehistoriker und Hochschullehrer
- Dilger, Alexander (* 1968), deutscher Wirtschaftswissenschaftler und HochschullehrerAlexander Dilger (* 1968)

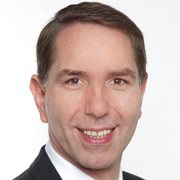
Alexander Dilger (* 1968)

- Dilger, Alfred (1897–1975), deutscher evangelischer Geistlicher
- Dilger, Anton (1884–1918), deutsch-amerikanischer Arzt, Befürworter des Einsatzes von biologischen Kampfstoffen im Ersten Weltkrieg
- Dilger, Bernhard (1931–2016), deutscher Pädagoge und Hochschullehrer
- Dilger, Daniel († 1645), deutscher lutherischer Pastor
- Dilger, Franziska (* 1976), deutsche Schauspielerin
- Dilger, Hansjörg (* 1968), deutscher Ethnologe
- Dilger, Johann Baptist (1814–1847), bayerischer Zeichner und Lithograf
- Dilger, Josef (1899–1972), deutscher Maler, Graphiker, Musiker und Lehrer
- Dilger, Ken (* 1971), US-amerikanischer American-Football-Spieler
- Dilger, Nathanael (1604–1679), deutscher lutherischer Theologe in Danzig
- Dilger, Richard (1887–1973), deutscher Landschaftsmaler
- Dilger, Simon (1671–1750), deutscher Uhrmacher, einer der Urväter der Uhrmacherei im Schwarzwald
- Dilger, Werner (1942–2007), deutscher Informatiker und Hochschullehrer
- Dilgo Khyentse (1910–1991), tibetischer buddhistischer Geistlicher, Meister des Vajrayana-BuddhismusDilgo Khyentse (1910–1991)

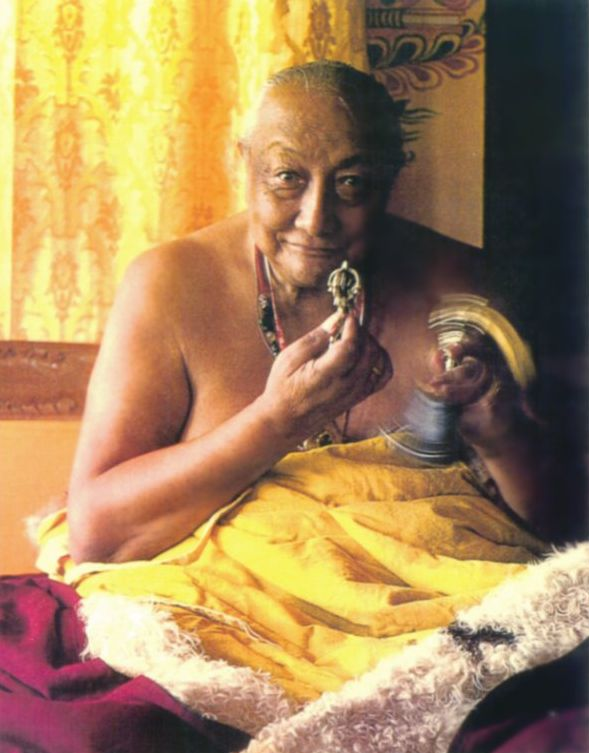
Dilgo Khyentse (1910–1991)

### Dilh
- Dilhan, Marguerite (1876–1956), französische Juristin
- Dilhari, Kavisha (* 2001), sri-lankische Cricketspielerin
- Dilherr, Johann Michael (1604–1669), Theologe

### Dili
- Dili, Richi Puspita (* 1989), indonesische Badmintonspielerin
- DiLiberto, Danny (1935–2025), amerikanischer Poolbillardspieler
- Diliberto, Pierfrancesco (* 1972), italienischer Fernsehautor
- Dilic, Emir (* 1991), österreichischer Fußballspieler
- Dilich, Johann Wilhelm (1600–1657), Ingenieur und Stadtbaumeister
- Dilich, Wilhelm (1571–1650), deutscher Kupferstecher, Topograph, Festungsbauingenieur, Chronist, KriegsschriftstellerWilhelm Dilich (1571–1650)

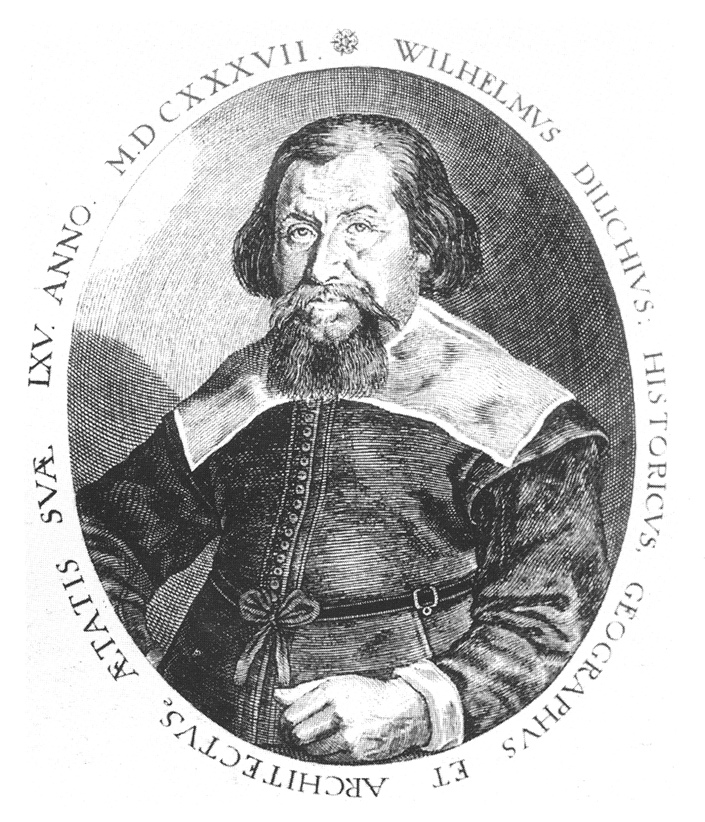
Wilhelm Dilich (1571–1650)

- Diligenza, Luigi (1921–2011), italienischer Geistlicher, Alterzbischof von Capua
- Dilitz, Mario (* 1973), österreichischer Bildhauer
- Diliūnas, Rimantas (* 1953), litauischer Politiker, Bürgermeister der Rajongemeinde Kėdainiai
- Diliwidi, Kembo (* 2006), französisch-kongolesischer Fußballspieler

### Dilj
- Diljá Pétursdóttir (* 2001), isländische Sängerin

### Dilk
- Dilke, Charles, 2. Baronet (1843–1911), britischer Politiker, Mitglied des House of Commons
- Dilke, Emilia (1840–1904), britische Feministin, Kunsthistorikerin und Gewerkschafterin
- Dilkow, Daniel (* 1998), bulgarischer Eishockeyspieler

### Dill
- Dill, Alexander (* 1959), deutscher Soziologe
- Dill, Alexander (* 1964), deutscher Politiker
- Dill, Alexandra (* 1982), Schweizer Politikerin (SP)
- Dill, Calvin (* 1955), bermudischer Sprinter
- Dill, Clarence (1884–1978), US-amerikanischer Politiker
- Dill, Diana (1923–2015), US-amerikanische SchauspielerinDiana Dill (1923–2015)

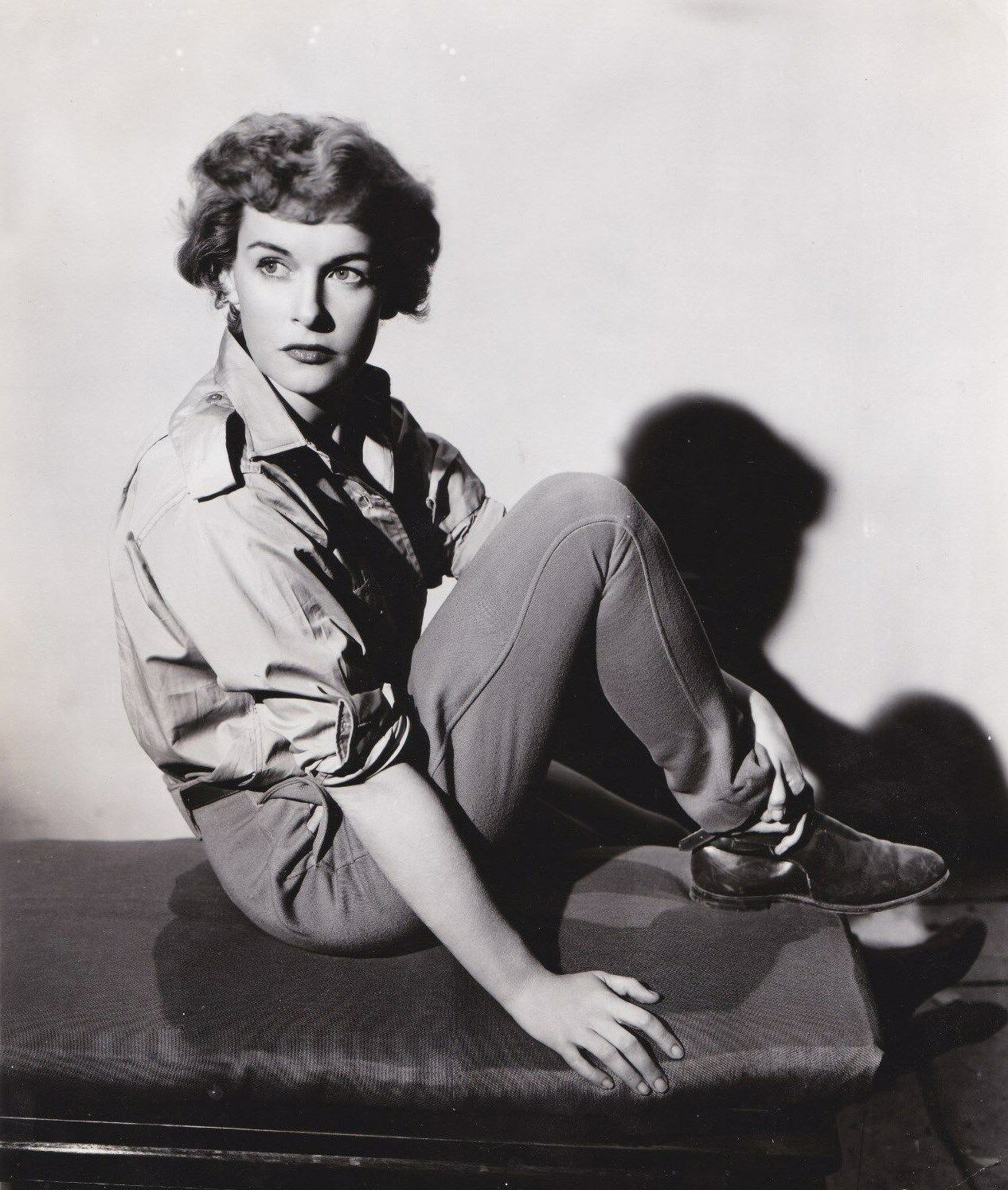
Diana Dill (1923–2015)

- Dill, Emil (1861–1938), Schweizer Maler, Aquarellist und Kunstlehrer
- Dill, Gerlinde (1933–2008), österreichische Tänzerin und Choreographin
- Dill, Gottlob (1885–1968), deutscher Jurist, württembergischer Ministerialbeamter und SS-Oberführer
- Dill, Hans (1887–1973), deutscher Politiker (SPD), MdR
- Dill, Hans-Otto (* 1935), deutscher Hochschullehrer für Romanistik sowie Schriftsteller und Übersetzer
- Dill, Herbert (1908–1942), deutscher Leichtathlet und Olympiateilnehmer
- Dill, John (1881–1944), britischer Feldmarschall
- Dill, Karl (1924–1996), deutscher Heimatforscher
- Dill, Klaus (1922–2000), deutscher Maler
- Dill, Liesbet (1877–1962), deutsche Schriftstellerin
- Dill, Ludwig (1812–1887), deutscher Dichterjurist und Komponist
- Dill, Ludwig (1848–1940), deutscher Maler
- Dill, Nathalia (* 1986), brasilianische Schauspielerin
- Dill, Norbert (1938–2021), deutscher Rhönradturner
- Dill, Otto (1884–1957), deutscher MalerOtto Dill (1884–1957)

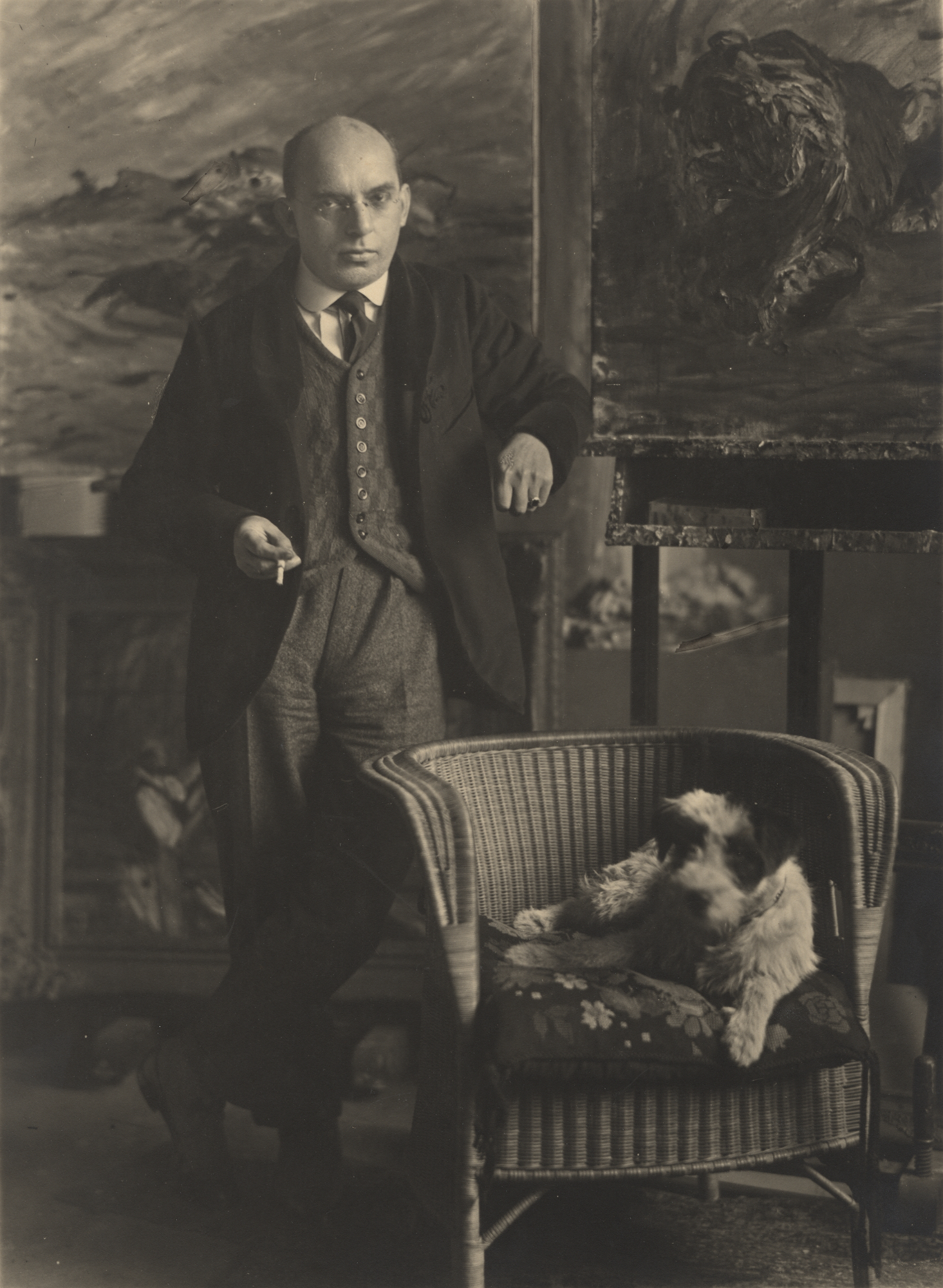
Otto Dill (1884–1957)

- Dill, Richard W. (1932–2015), deutscher Fernsehjournalist, Programmdirektor und Medienwissenschaftler
- Dill, Robert (* 1982), deutscher Basketballspieler
- Dill, Shannon, US-amerikanische Filmproduzentin
- Dill, Theodor (1797–1885), deutscher Politiker, MdHB, Unternehmer
- Dill, Ueli (* 1962), Schweizer Philologe und Bibliothekar
- Dill, Valerij Issidorowitsch (* 1953), deutschstämmiger Politiker in Kirgistan
- Dill-Bundi, Robert (1958–2024), Schweizer Radsportler
- Dill-Malburg, Johanna (1859–1944), deutsch-ungarische Landschaftsmalerin
- Dill-Riaz, Shaheen (* 1969), bangladeschischer Filmjournalist, Kameramann und Regisseur
- Dilla (* 2001), deutsche Sängerin und Songwriterin
- Dilla Alfonso, Haroldo (* 1952), kubanischer Historiker und Soziologe
- Dilla, J (1974–2006), US-amerikanischer Hip-Hop-Musiker und Produzent
- Dilla, Karsten (* 1989), deutscher Stabhochspringer
- Dillahunt, Garret (* 1964), US-amerikanischer Film- und Theaterschauspieler
- Dillahunty, Matt (* 1969), US-amerikanischer atheistischer Aktivist
- Dillane, Frank (* 1991), britischer Schauspieler
- Dillane, Richard (* 1964), englischer Schauspieler
- Dillane, Stephen (* 1957), britischer SchauspielerStephen Dillane (* 1957)

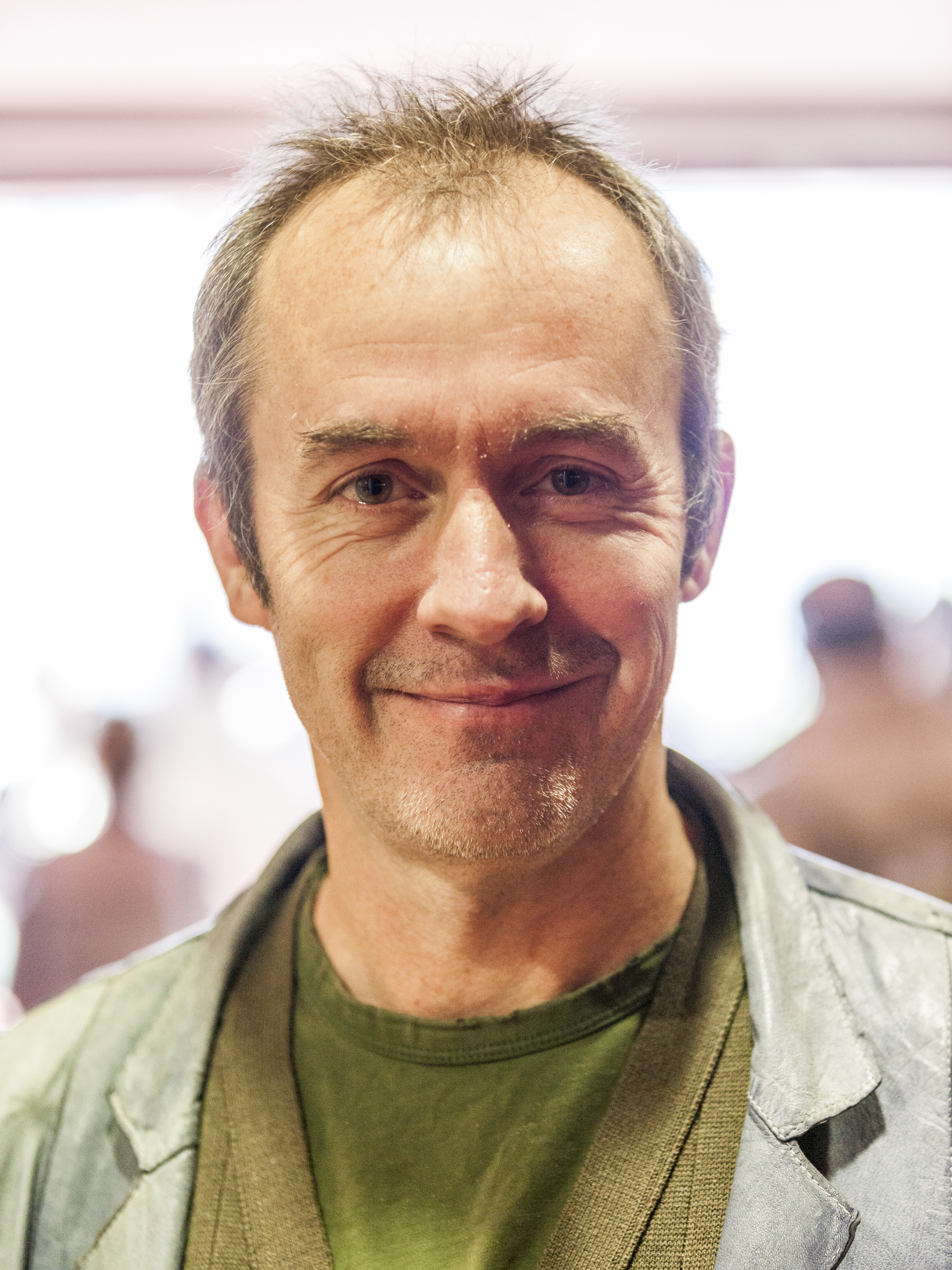
Stephen Dillane (* 1957)

- Dillard, Andre (* 1995), US-amerikanischer American-Football-Spieler
- Dillard, Annie (* 1945), US-amerikanische Schriftstellerin und Hochschullehrerin
- Dillard, Bill (1911–1995), US-amerikanischer Jazz-Trompeter
- Dillard, Doug (1937–2012), US-amerikanischer Country- und Bluegrass-Musiker und Banjo-Spieler
- Dillard, Hardy Cross (1902–1982), US-amerikanischer Jurist und Richter am Internationalen Gerichtshof
- Dillard, Harrison (1923–2019), US-amerikanischer Sprinter und Hürdenläufer
- Dillard, J. D. (* 1988), US-amerikanischer Regisseur, Drehbuchautor und Filmproduzent
- Dillard, Stacy, US-amerikanischer Jazzmusiker
- Dillard, Varetta (1933–1993), US-amerikanische Rhythm-and-Blues-Sängerin
- Dillard, Victor (1897–1945), französischer Jesuit und Widerstandskämpfer
- Dillard, Victoria (* 1969), US-amerikanische Schauspielerin
- Dillard, William (1914–2002), US-amerikanischer Unternehmer
- Dillashaw, T. J. (* 1986), US-amerikanischer Mixed-Martial-Arts-Kämpfer in der Ultimate Fighting Championship (UFC)
- Dillaway, Don (1903–1982), US-amerikanischer Filmschauspieler
- Dille, Willie (1965–2018), niederländische Politikerin
- Dillema, Foekje (1926–2007), niederländische SprinterinFoekje Dillema (1926–2007)

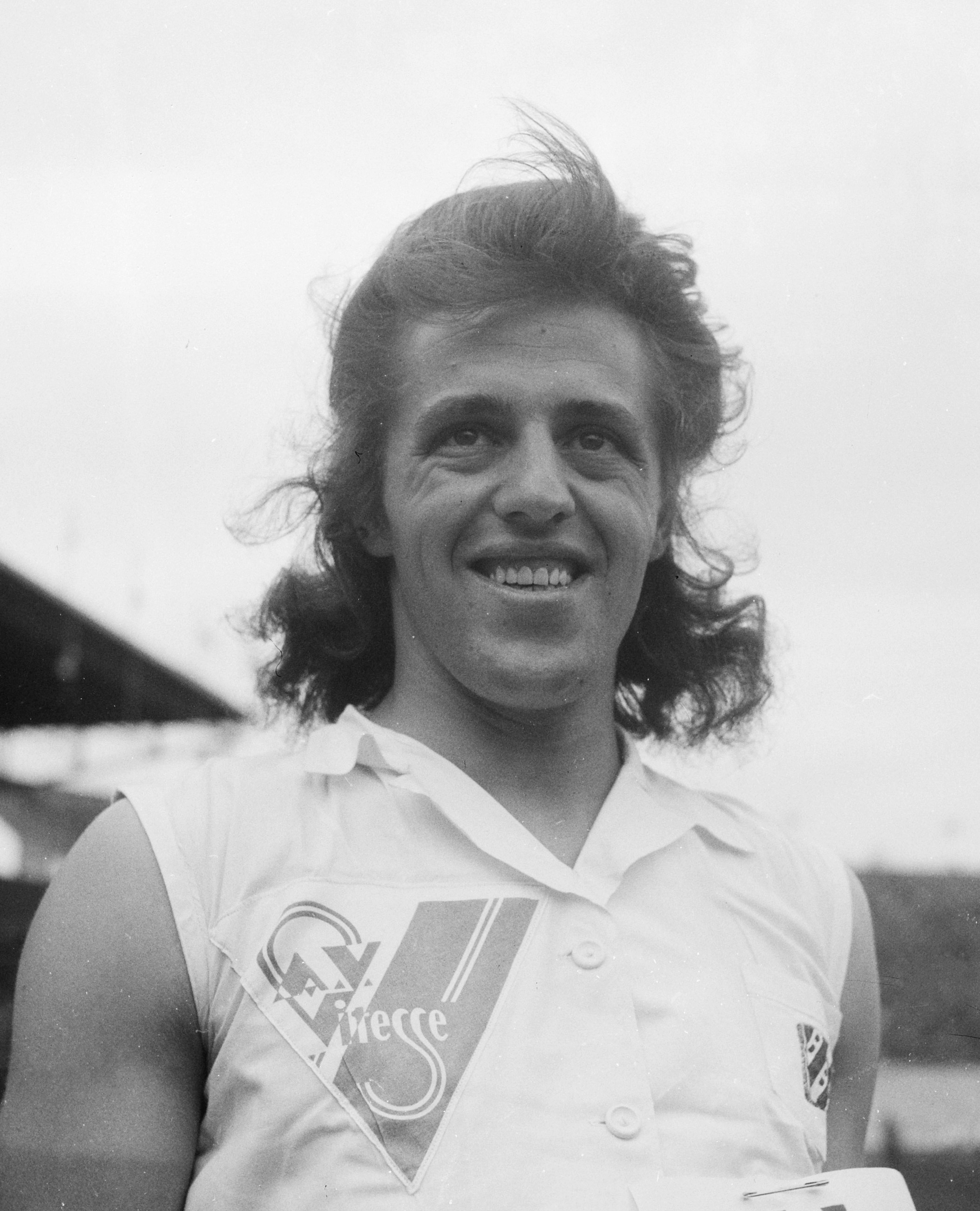
Foekje Dillema (1926–2007)

- Dillemans, Roger (* 1932), belgischer Rechtswissenschaftler
- Dillemuth, Stephan (* 1954), deutscher Künstler
- Dillen, Carl Ludwig Emanuel von (1777–1841), Günstling des ersten württembergischen Königs, Ahnherr des Hauses Dillen-Bülow-Putlitz
- Dillen, Coen (1926–1990), niederländischer Fußballspieler
- Dillen, Erik van (* 1951), US-amerikanischer Tennisspieler
- Dillen, Karel (1925–2007), belgischer Politiker, MdEP und flämischer Nationalist
- Dillen, Koenraad (* 1964), belgischer rechtsgerichteter Politiker der Partei Vlaams Belang
- Dillen, Oscar van (* 1958), niederländischer Komponist, Dirigent und Musikpädagoge
- Dillen, Peter Martinus (1890–1985), niederländisch-deutscher Maler und Zeichner
- Dillen, René (* 1951), belgischer Radrennfahrer
- Dillenberger, Armin (* 1957), deutscher Schauspieler und Theaterdarsteller
- Dillenburg, Ottmar (* 1961), deutscher Priester
- Dillenburger, Otto (1880–1948), deutscher Polizeioffizier
- Dillenburger, Theodor (1838–1881), preußischer Verwaltungsjurist und Landrat
- Dillenburger, Wilhelm (1810–1882), deutscher Klassischer Philologe, Gymnasialdirektor und Provinzialschulrat
- Dillenius, Ferdinand Ludwig Immanuel (1791–1871), württembergischer Pfarrer, Dekan und Heimatforscher
- Dillenius, Friedrich von (1819–1884), deutscher Eisenbahndirektor
- Dillenius, Johann Jacob (1684–1747), deutscher Botaniker
- Dillenius, Johann Kaspar Anton (1791–1869), deutscher Arzt und Amateur-Maler
- Dillenius, Justus Friedrich (1644–1720), deutscher Mediziner
- Dillenkofer, Sinje (* 1959), deutsche Bildende Künstlerin und Fotografin
- Dillens, Adolf (1821–1877), belgischer Maler
- Dillens, Albert (* 1844), belgischer Maler
- Dillens, Hendrick Joseph (1812–1872), belgischer Genre- und Historienmaler sowie Aquarellist und Lithograf
- Dillens, Julien (1849–1904), belgischer Bildhauer
- Dillenz, Lilly (1896–1964), österreichische Schauspielerin und Flugpionierin
- Diller, Aubrey (1903–1985), US-amerikanischer Klassischer Philologe
- Diller, Barry (* 1942), US-amerikanischer Manager und UnternehmerBarry Diller (* 1942)

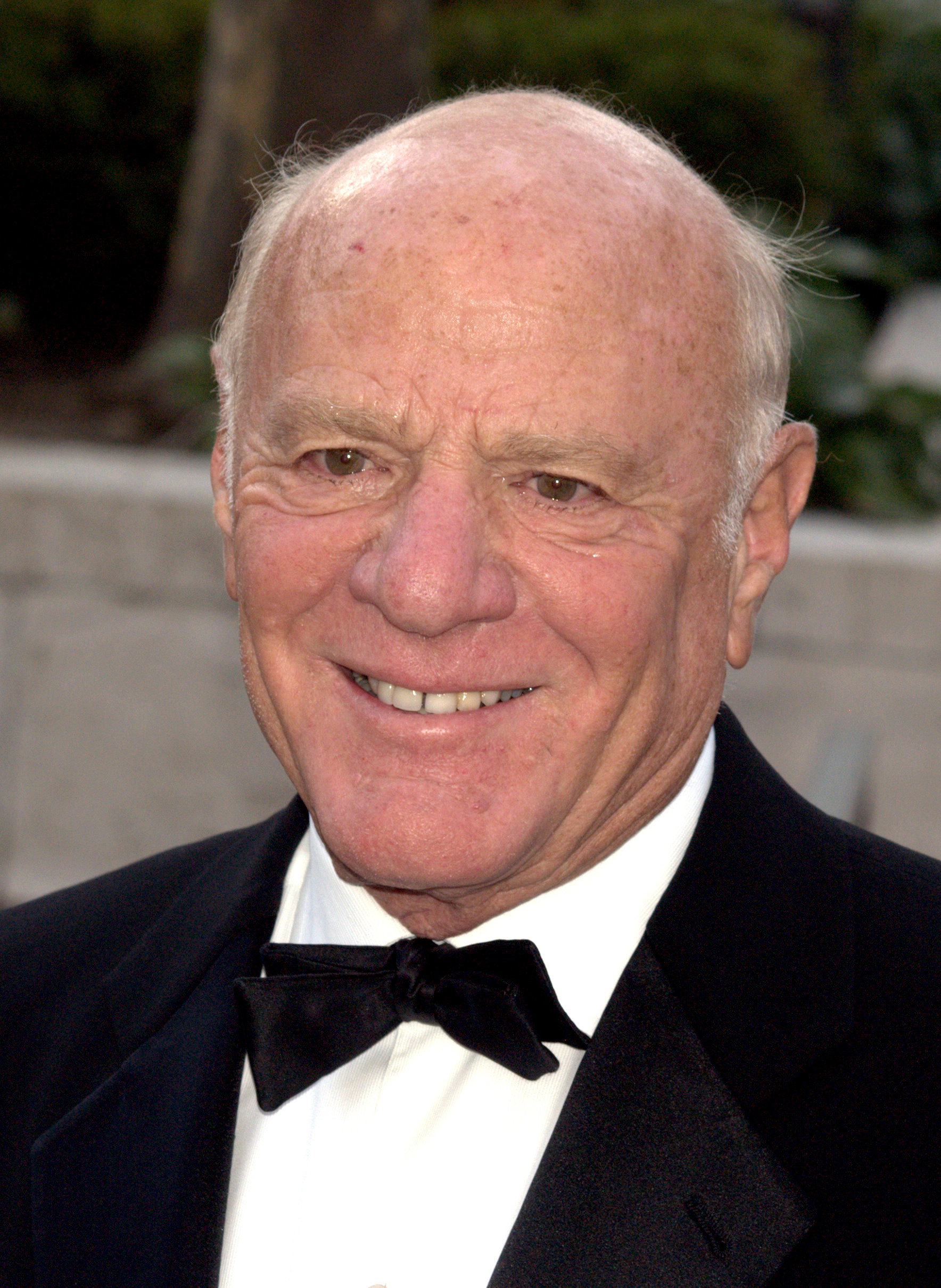
Barry Diller (* 1942)

- Diller, Burgoyne (1906–1965), US-amerikanischer Maler und Bildhauer
- Diller, Elizabeth (* 1954), US-amerikanische Architektin
- Diller, Fritz (1875–1946), deutscher Bildhauer und Porzellanbildner
- Diller, Hans (1905–1977), deutscher Klassischer Philologe und Medizinhistoriker
- Diller, Hans-Jürgen (* 1934), deutscher Anglist, Mediävist und Hochschullehrer
- Diller, Heimo (1932–2021), österreichischer Basketballspieler
- Diller, Helmut (1911–1984), deutscher Tiermaler, Bildhauer und Medailleur
- Diller, Karl (* 1941), deutscher Politiker (SPD), MdL, MdB
- Diller, Martin (* 1962), deutscher Rechtsanwalt und Autor juristischer Fachbücher
- Diller, Max (* 1996), deutscher Jazzmusiker (Trompete, Komposition)
- Diller, Michael († 1570), deutscher lutherischer Geistlicher, Theologe und Reformator
- Diller, Michael (1950–1993), deutscher Maler und Grafiker
- Diller, Phyllis (1917–2012), US-amerikanische Komikerin und SchauspielerinPhyllis Diller (1917–2012)

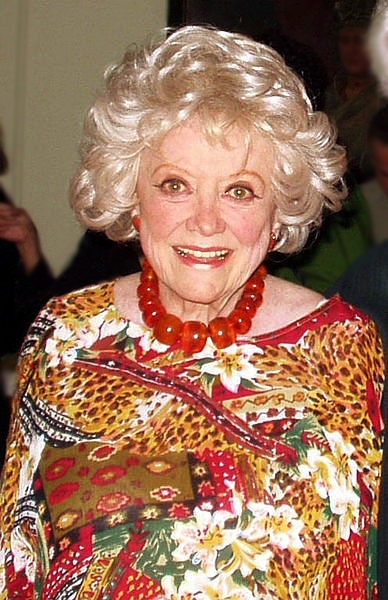
Phyllis Diller (1917–2012)

- Diller, Richard (1890–1969), österreichischer Maler und Pädagoge
- Diller-Wolff, Antje (* 1974), deutsche Journalistin, Buchautorin und Fernsehmoderatorin
- Dillersberger, Siegfried (* 1942), österreichischer Politiker (FPÖ), Landtagsabgeordneter, Mitglied des Bundesrates
- Dilleshaw, John (1896–1941), US-amerikanischer Old-Time-Musiker
- Dillett, Paul (* 1965), kanadischer Bodybuilder
- Dilley, Bruno (1913–1968), deutscher Pilot und Ritterkreuzträger im Zweiten Weltkrieg
- Dilley, Gary (* 1945), US-amerikanischer Schwimmer
- Dilley, Leslie (1941–2025), britischer Filmarchitekt
- Dillgardt, Just (1889–1960), deutscher Lokalpolitiker (NSDAP), Verbandsfunktionär und Konzernmanager
- Dillge, Gerlinde (* 1943), deutsche Schauspielerin
- Dillges, Friedrich (1852–1912), deutscher Gutsbesitzer und Kommunalpolitiker
- Dilli, Aloísio Alberto (* 1948), brasilianischer Ordensgeistlicher, römisch-katholischer Bischof von Santa Cruz do Sul
- Dillier, Geri (* 1949), Schweizer Hörspiel-Regisseur, Hörfunk-Redaktor, Dramaturg und Kulturförderer
- Dillier, Jost (1921–2016), Schweizer Jurist und Politiker (CVP)
- Dillier, Julian (1922–2001), Schweizer Mundartautor
- Dillier, Leo (* 2001), Schweizer Beachvolleyballspieler
- Dillier, Monika (* 1947), Schweizer Künstlerin
- Dillier, Silvan (* 1990), Schweizer RadrennfahrerSilvan Dillier (* 1990)

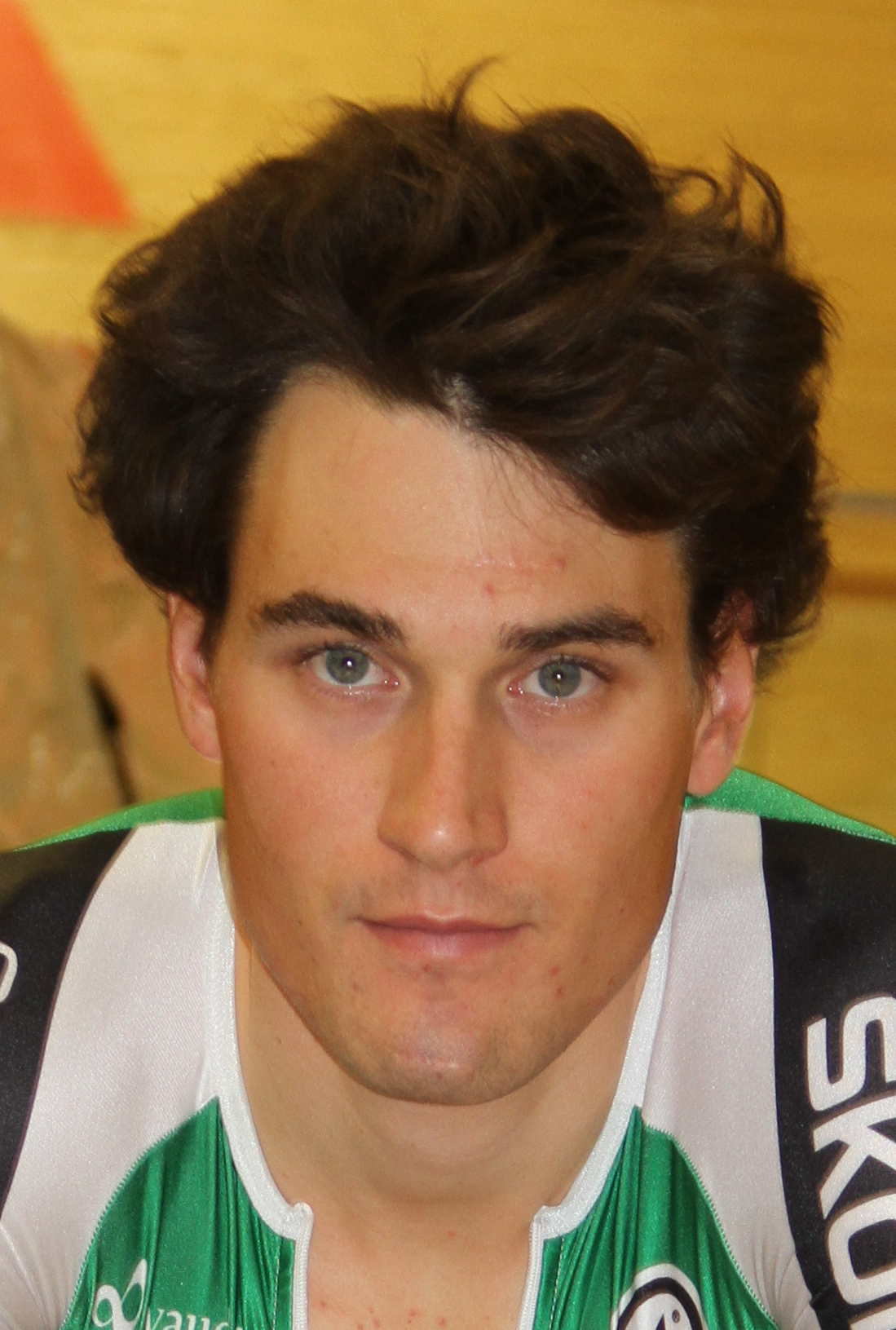
Silvan Dillier (* 1990)

- Dillier, Vera (* 1948), Schweizer Buchautorin und Jetsetterin
- Dilliger, Johann (1593–1647), deutscher evangelischer Theologe und Komponist
- Dilligil, Belkıs (1929–1995), türkische Schauspielerin
- Dillin, Andrew, US-amerikanischer Biologe
- Dillin, Dick (1929–1980), US-amerikanischer Comiczeichner
- Dilling, Bernhard (1932–1994), deutscher Maler, Graphiker, Bildhauer und Bühnenbildner
- Dilling, Elizabeth (1894–1966), US-amerikanische Schriftstellerin und politische Aktivistin
- Dilling, Mildred (1894–1982), US-amerikanische Harfenistin
- Dilling, Tjalling (* 1961), niederländischer Fußballspieler
- Dillinger (* 1953), jamaikanischer Reggae-Musiker
- Dillinger, Adolf (1846–1922), deutscher Druckereibesitzer, Verleger und Mitglied des Deutschen Reichstags
- Dillinger, Black (* 1983), Musiker
- Dillinger, Daz (* 1973), US-amerikanischer Rapper
- Dillinger, Edmund (1935–2022), deutscher römisch-katholischer Geistlicher, Ordensprälat und Ehrendomherr
- Dillinger, Johannes (* 1968), deutscher Historiker und Hochschullehrer
- Dillinger, John (1903–1934), US-amerikanischer Bankräuber, erster Mensch, den das FBI als „Staatsfeind Nr. 1“ bezeichneteJohn Dillinger (1903–1934)

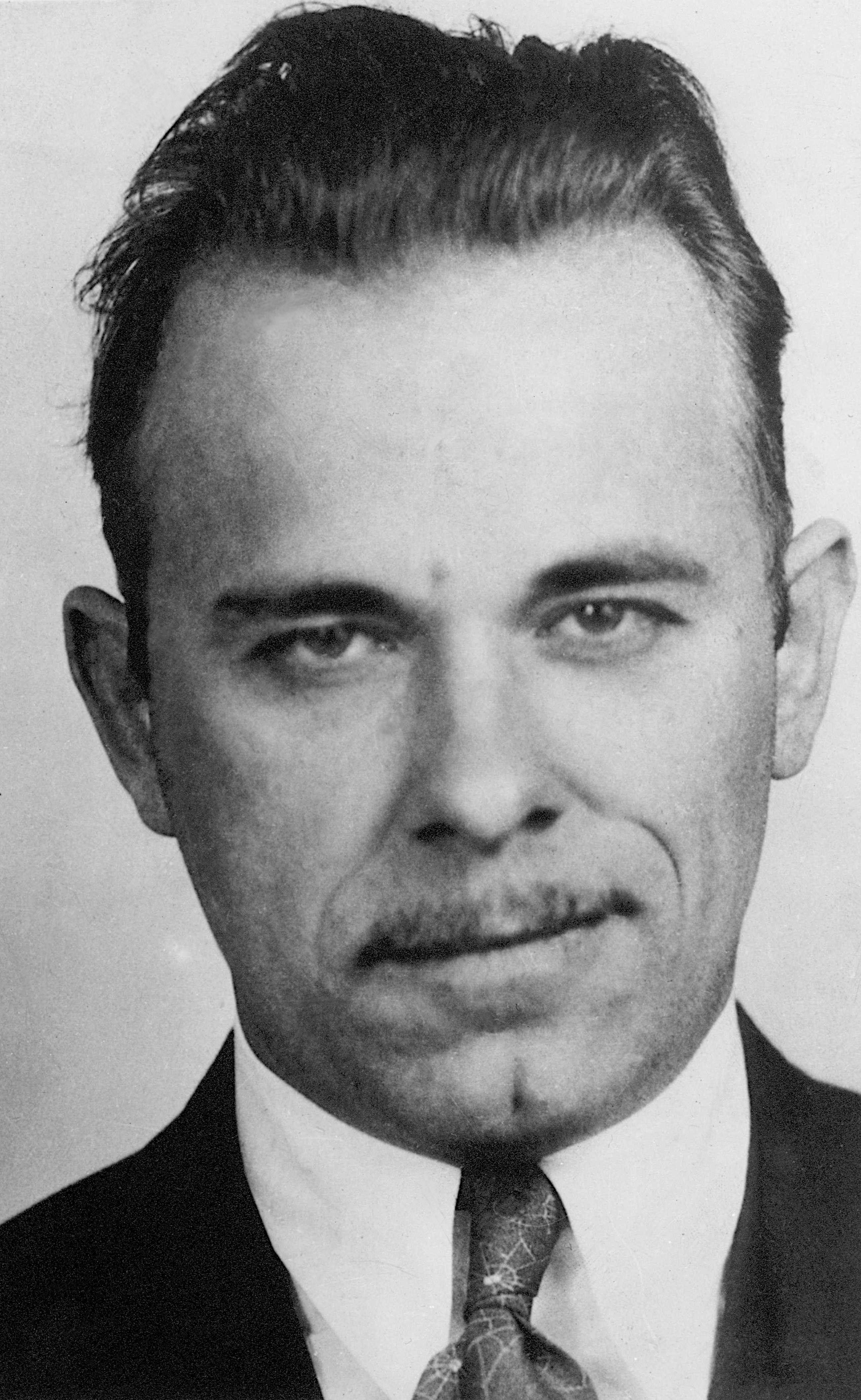
John Dillinger (1903–1934)

- Dillinger, Karl (1882–1941), deutscher Maler
- Dillinger, Leo (* 1887), deutscher Regierungsrat und Film-Begutachter
- Dillinger, Michael (* 1950), deutscher Lehrer, Autor und Kleinverleger
- Dillinger, Rezső (1897–1977), ungarischer Eiskunstläufer
- Dillingham, Benjamin (1844–1918), Unternehmer und Plantagenbesitzer in Hawaii
- Dillingham, Christian, US-amerikanischer Jazzmusiker (Bass)
- Dillingham, Paul (1799–1891), US-amerikanischer Politiker
- Dillingham, Rob (* 2005), US-amerikanischer Basketballspieler
- Dillingham, Sean, US-amerikanischer Theater- und Filmschauspieler
- Dillingham, William P. (1843–1923), US-amerikanischer Politiker
- Dillinja (* 1975), britischer Drum-and-Bass-DJ und Produzent
- Dillion, James (1929–2010), US-amerikanischer Leichtathlet
- Dillis, Johann Georg von (1759–1841), deutscher MalerJohann Georg von Dillis (1759–1841)

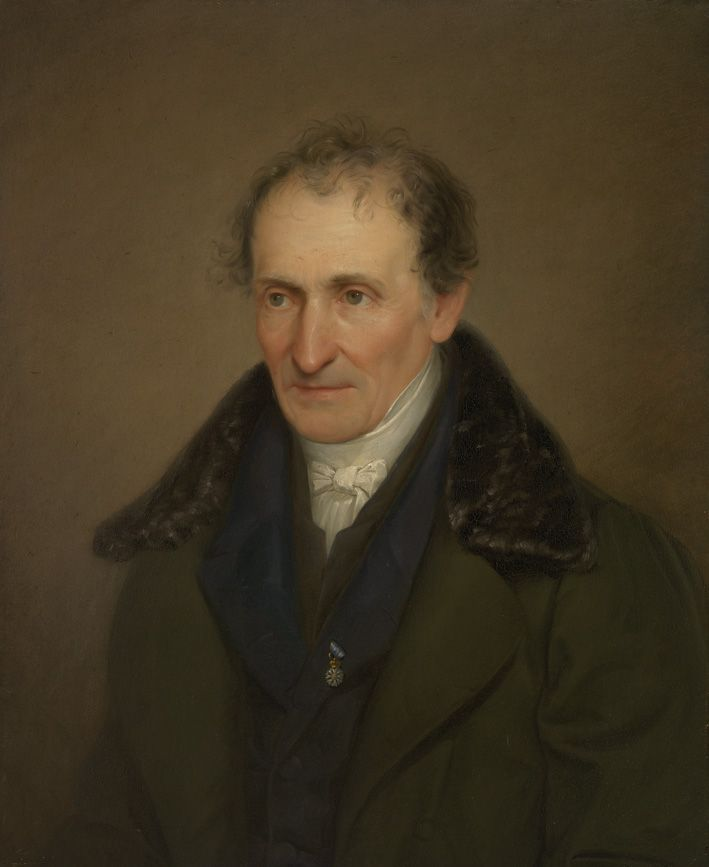
Johann Georg von Dillis (1759–1841)

- Dillius Aponianus, Gaius, römischer Senator
- Dillius Vocula, Gaius († 70), römischer Senator und Legionslegat
- Dillman, Bradford (1930–2018), US-amerikanischer Film- und Theaterschauspieler
- Dillmann, Alfred (1849–1924), deutscher Rechtsanwalt, Vordenker des Antiziganismus
- Dillmann, August (1823–1894), deutscher Orientalist und Theologe
- Dillmann, Britt (* 1963), deutsche Rollstuhlbasketballspielerin
- Dillmann, Christian von (1829–1899), deutscher Orientalist und Theologe
- Dillmann, Claudia (* 1954), deutsche Filmwissenschaftlerin; Direktorin des Deutschen Filminstituts
- Dillmann, Erica (* 1994), deutsche Fußballspielerin
- Dillmann, Eugenie (1858–1940), deutsche Kunstmalerin und Graphikerin
- Dillmann, Hans-Ulrich (* 1951), deutscher Journalist und Buchautor
- Dillmann, Lothar (1943–2005), deutscher Jurist
- Dillmann, Ludwig (1902–1957), deutscher Pädagoge und Dichter
- Dillmann, Marc (* 1978), deutscher Eishockeytorwart
- Dillmann, Michael (* 1962), deutscher Maler
- Dillmann, Renate (* 1954), deutsche Journalistin und Sachbuchautorin
- Dillmann, Tom (* 1989), französischer Automobilrennfahrer
- Dillmann, Valentin (1891–1963), deutscher Politiker (SPD), MdL
- Dillmont, Thérèse de (1846–1890), österreichische Handarbeitslehrerin und Sachbuchautorin
- Dillner, Bertha von (1847–1916), österreichische Opernsängerin
- Dillner, Bertil (1923–2015), schwedischer Luftfahrtingenieur und Aerodynamik-Experte
- Dillner, Georg Sebastian (1721–1775), deutscher Stiftsdekan und Naturaliensammler
- Dillner, Gustav (1862–1947), deutscher Parlamentarier im Fürstentum Reuß älterer Linie
- Dillner, Timo (* 1966), deutscher Künstler und Schriftsteller
- Dillon (* 1988), brasilianische Sängerin und PianistinDillon (* 1988)

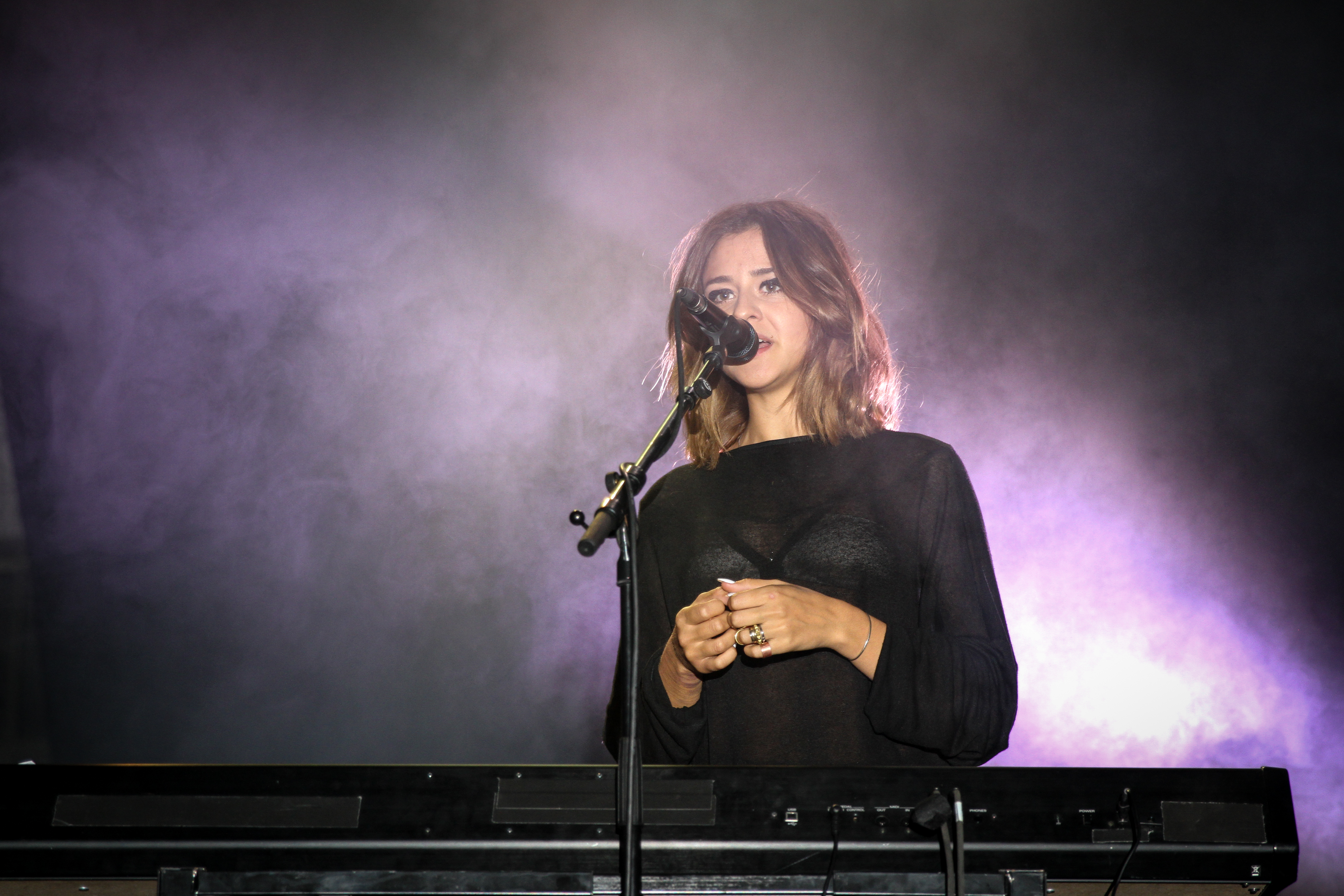
Dillon (* 1988)

- Dillon Cooper (* 1992), US-amerikanischer Rapper
- Dillon, A. J. (* 1998), US-amerikanischer American-Football-Spieler
- Dillon, Alan (* 1982), irischer Politiker (Fine Gael)
- Dillon, Anna (1759–1823), Hofdame und Vertraute von Maria Pawlowna
- Dillon, Arthur (1750–1794), französischer General
- Dillon, Asia Kate (* 1984), US-amerikanischer SchauspielerAsia Kate Dillon (* 1984)

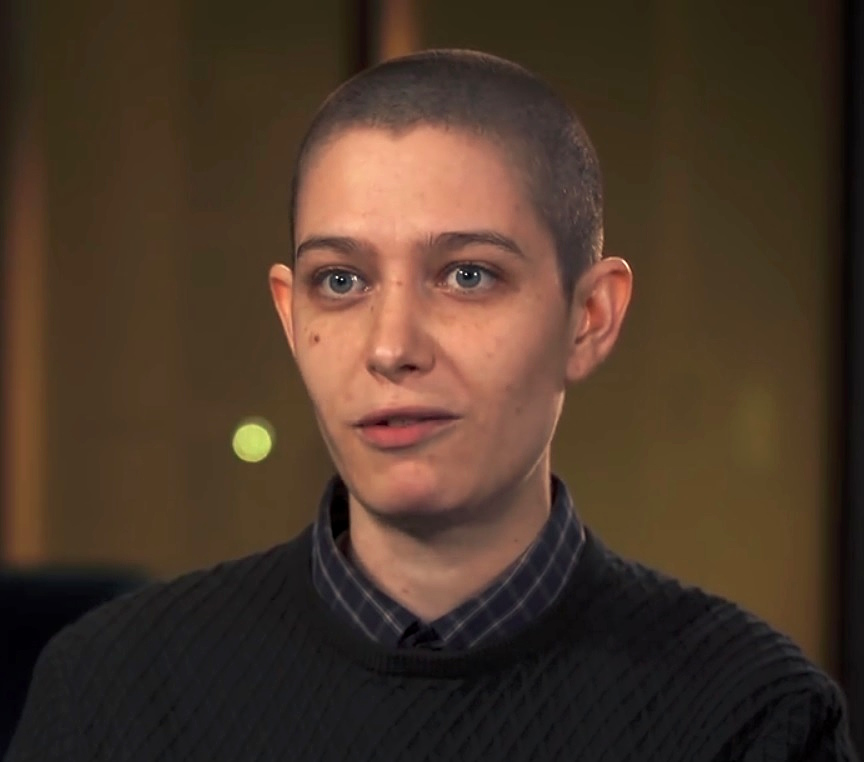
Asia Kate Dillon (* 1984)

- Dillon, Austin (* 1990), US-amerikanischer Automobilrennfahrer
- Dillon, Bethany (* 1988), US-amerikanische Sängerin christlicher Popmusik
- Dillon, Brenden (* 1990), kanadischer Eishockeyspieler
- Dillon, C. Douglas (1909–2003), US-amerikanischer Politiker
- Dillon, Cara (* 1975), nordirische Folk-Sängerin
- Dillon, Carmen (1908–2000), britische Architektin und Filmarchitektin beim hochklassigen Unterhaltungskino
- Dillon, Cecil (1908–1969), US-amerikanischer Eishockeyspieler
- Dillon, Charles Hall (1853–1929), US-amerikanischer Politiker
- Dillon, Cooper (* 2008), amerikanisch-deutscher Schauspieler und Musicaldarsteller
- Dillon, Corey (* 1974), US-amerikanischer American-Football-Spieler
- Dillon, Danica (* 1987), US-amerikanische Pornodarstellerin und Schauspielerin
- Dillon, David (* 1951), US-amerikanischer Manager
- Dillon, Dean (* 1955), US-amerikanischer Country-Sänger und Songwriter
- Dillon, Eilís (1920–1994), irische Schriftstellerin
- Dillon, Francesco (* 1973), italienischer Cellist und Musikpädagoge
- Dillon, Gary (* 1959), kanadischer Eishockeyspieler
- Dillon, Gus (1883–1952), kanadischer Lacrossespieler
- Dillon, Harold, 17. Viscount Dillon (1844–1932), britischer Waffenkundler und Kurator der Royal Armouries
- Dillon, Helen (* 1940), schottische Gärtnerin
- Dillon, Henry Patrice († 1909), US-amerikanisch-französischer Lithograf
- Dillon, Hugh (* 1963), kanadischer Schauspieler, Musiker und MusikproduzentHugh Dillon (* 1963)

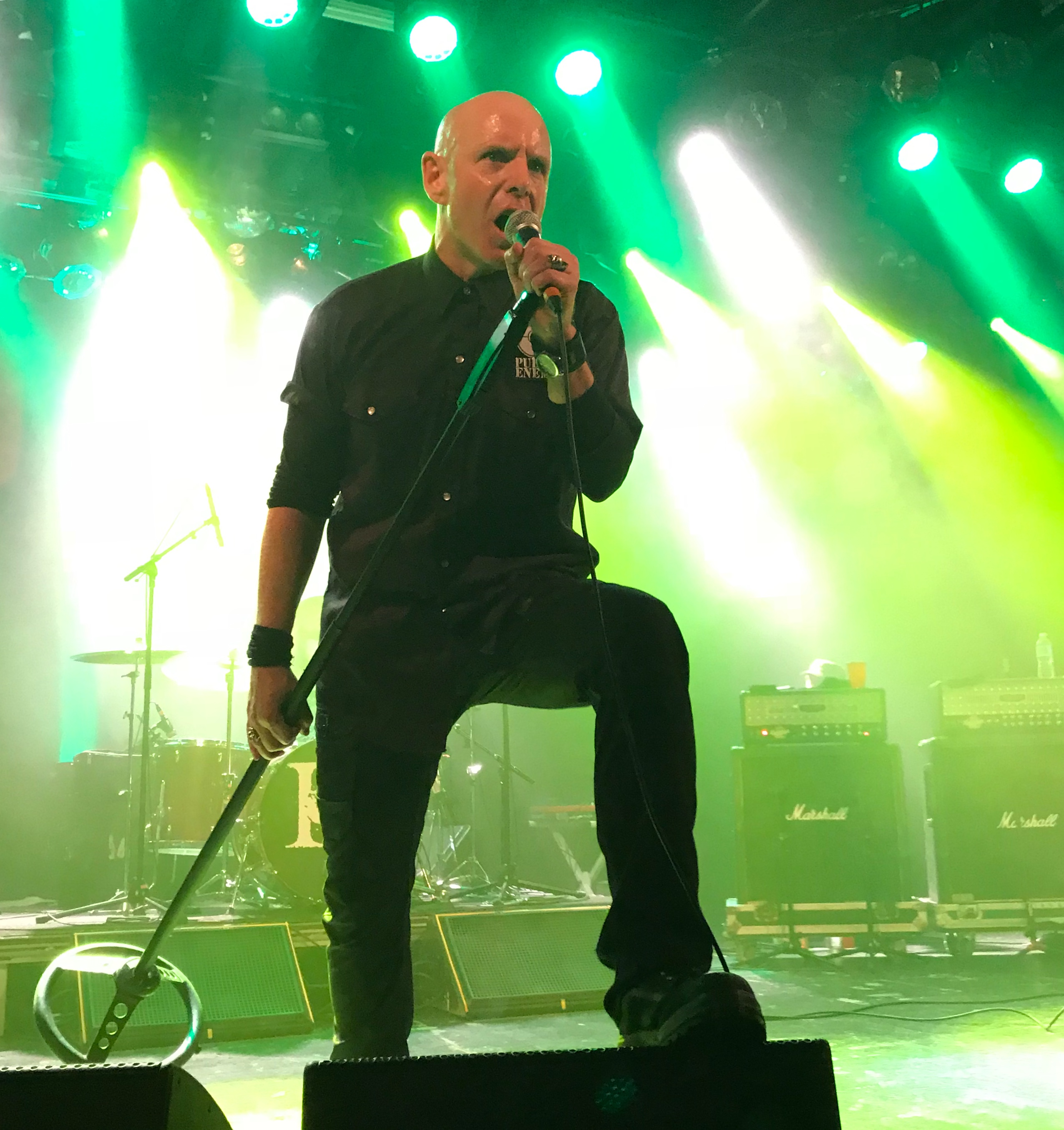
Hugh Dillon (* 1963)

- Dillon, Jack (1891–1942), US-amerikanischer Boxer im Halbschwergewicht und Weltmeister (1914–1916)
- Dillon, James (1902–1986), irischer Politiker
- Dillon, James (* 1950), schottischer Komponist
- Dillon, John (1921–1988), britischer Segler
- Dillon, John M. (* 1939), irischer Altphilologe und Philosoph
- Dillon, Julia Lester (1871–1959), US-amerikanische Landschaftsarchitektin
- Dillon, Juliette (1823–1854), französische Pianistin, Klavierimprovisatorin, Organistin, Komponistin und Musikschriftstellerin
- Dillon, Julius Edward (1897–1961), US-amerikanischer römisch-katholischer Ordensgeistlicher, Apostolischer Präfekt von Shashi
- Dillon, Kevin (* 1965), US-amerikanischer Schauspieler
- Dillon, Kirsty (* 1976), britische Theaterschauspielerin und Filmschauspielerin
- Dillon, Leonard (1942–2011), jamaikanischer Musiker
- Dillon, Marija Lwowna (1858–1932), russisch-sowjetische Bildhauerin
- Dillon, Matt (* 1964), US-amerikanischer SchauspielerMatt Dillon (* 1964)

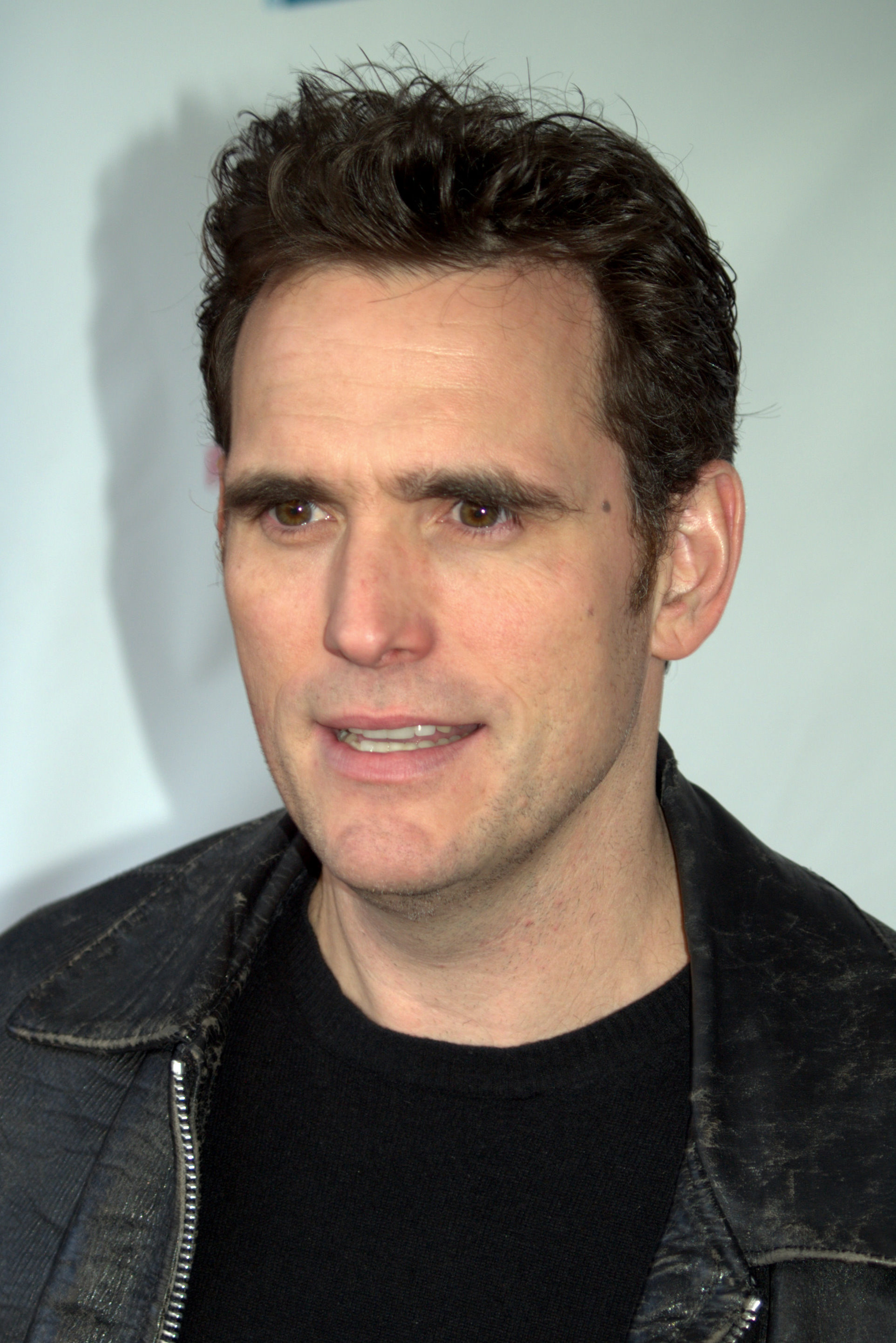
Matt Dillon (* 1964)

- Dillon, Matt (* 1966), US-amerikanischer Open-Source-Softwareentwickler
- Dillon, Matthew P. J. (* 1963), australischer Althistoriker
- Dillon, Melinda (1939–2023), US-amerikanische Schauspielerin
- Dillon, Mia (* 1955), US-amerikanische Schauspielerin
- Dillon, Michael (* 1947), US-amerikanischer Botaniker
- Dillon, Myles (1900–1972), irischer Keltologe
- Dillon, Nicholas (* 1997), Fußballspieler aus Trinidad und Tobago
- Dillon, Peter (1788–1847), irisch-britischer Handelskapitän, Entdecker und Schriftsteller
- Dillon, Phyllis (1944–2004), jamaikanische Sängerin
- Dillon, Richard C. (1877–1966), US-amerikanischer Politiker
- Dillon, Robert (* 1932), US-amerikanischer Drehbuchautor
- Dillon, Robert A. (1889–1944), US-amerikanischer Drehbuchautor und Regisseur
- Dillon, Robert Sherwood (* 1929), US-amerikanischer Diplomat
- Dillon, Sam, US-amerikanischer Jazzmusiker (Tenorsaxophon)
- Dillon, Sean (* 1983), irischer Fußballspieler
- Dillon, Theobald (1745–1792), irischer Heerführer in den Koalitionskriegen und Graf von Dillon
- Dillon, Tyler (* 1992), US-amerikanischer Automobilrennfahrer
- Dillon, Wayne (* 1955), kanadischer Eishockeyspieler
- Dillon, William G. (* 1957), US-amerikanischer Amateurastronom und Asteroidenentdecker
- Dillon-Cavanagh, Georges (1873–1944), französischer Fechter
- Dilloo, Kraft Thorwald (* 1928), deutscher Flötist und Musikpädagoge
- Dills, André (* 1889), belgischer Autorennfahrer
- Dills, Clayton (1908–1980), US-amerikanischer Politiker
- Dillschneider, Jeanne (* 1995), deutsche Politikerin (Bündnis 90/Die Grünen)
- Dillschneider, Karl (1904–1998), deutscher Architekt, Baubeamter und Denkmalpfleger
- Dillschnitter, Michael (* 1968), deutscher Schauspieler
- Dillu, Yismaw (* 2005), äthiopischer Langstreckenläufer
- Dillwyn, Amy (1845–1935), walisische Geschäftsfrau, Aktivistin, Philanthropin und Autorin
- Dillwyn, Lewis Weston (1778–1855), britischer Politiker
- Dillwyn, Mary (1816–1906), britische Fotografin
- Dilly, Heinrich (1941–2019), deutscher Kunsthistoriker, Maler und Grafiker
- Dilly, Johann Caspar (1767–1841), deutscher Maler und Silhouetteur

### Dilm
- Dilmaghani, Farhad (* 1971), deutscher Politik- und SozialwissenschaftlerFarhad Dilmaghani (* 1971)

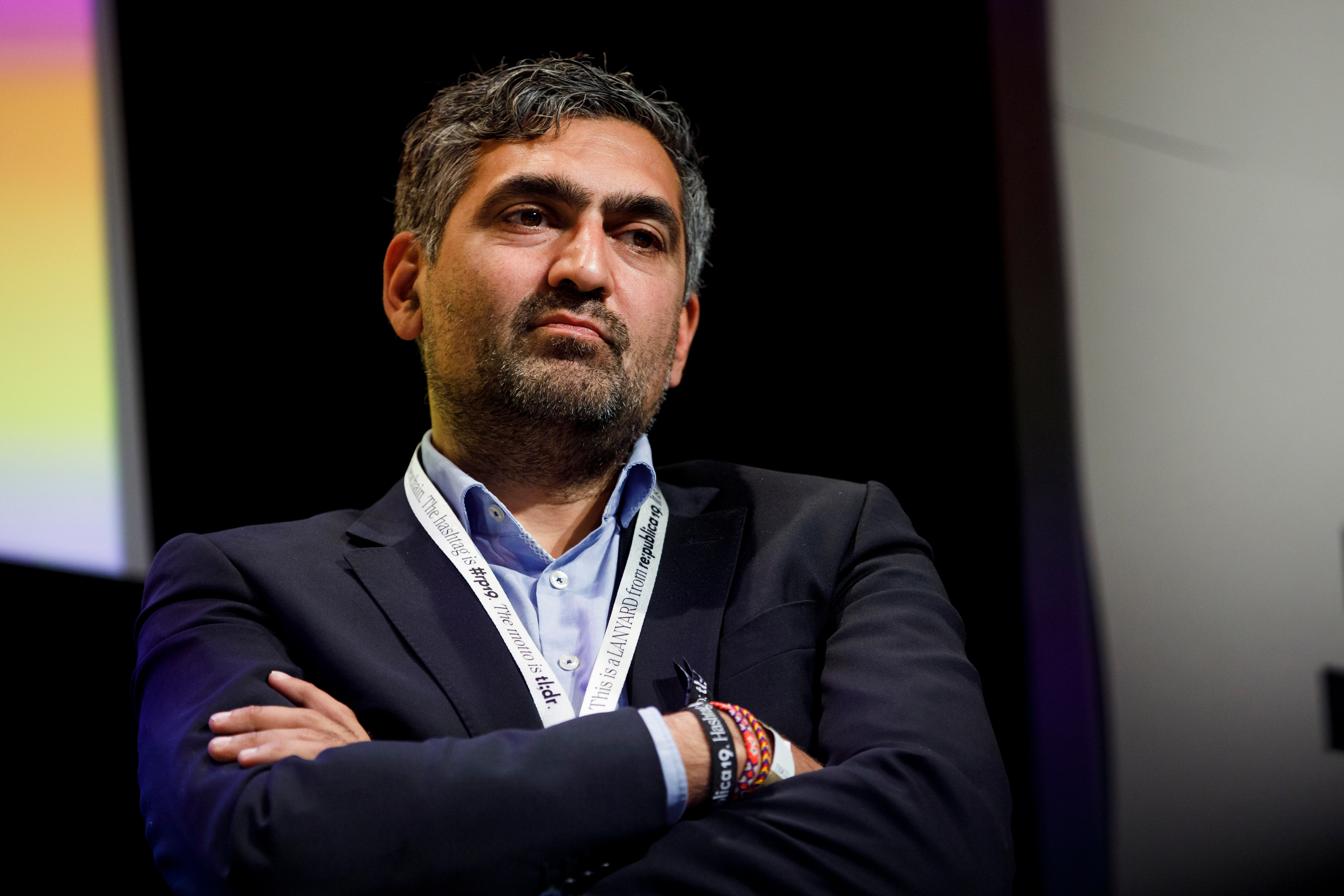
Farhad Dilmaghani (* 1971)

- Dilman, Daniil Olegowitsch (* 1996), russischer Snowboarder
- Dilmen, Burak (* 1963), türkischer Fußballspieler
- Dilmen, Deniz (* 2005), türkischer Fußballtorhüter
- Dilmen, Güngör (1930–2012), türkischer Dramatiker und Dramaturg
- Dilmen, Rıdvan (* 1962), türkischer Fußballspieler
- Dilmore, Kevin (* 1964), US-amerikanischer Science-Fiction-Schriftsteller
- Dilmurat, Dilraba (* 1992), chinesisches Model, Schauspielerin und SängerinDilraba Dilmurat (* 1992)

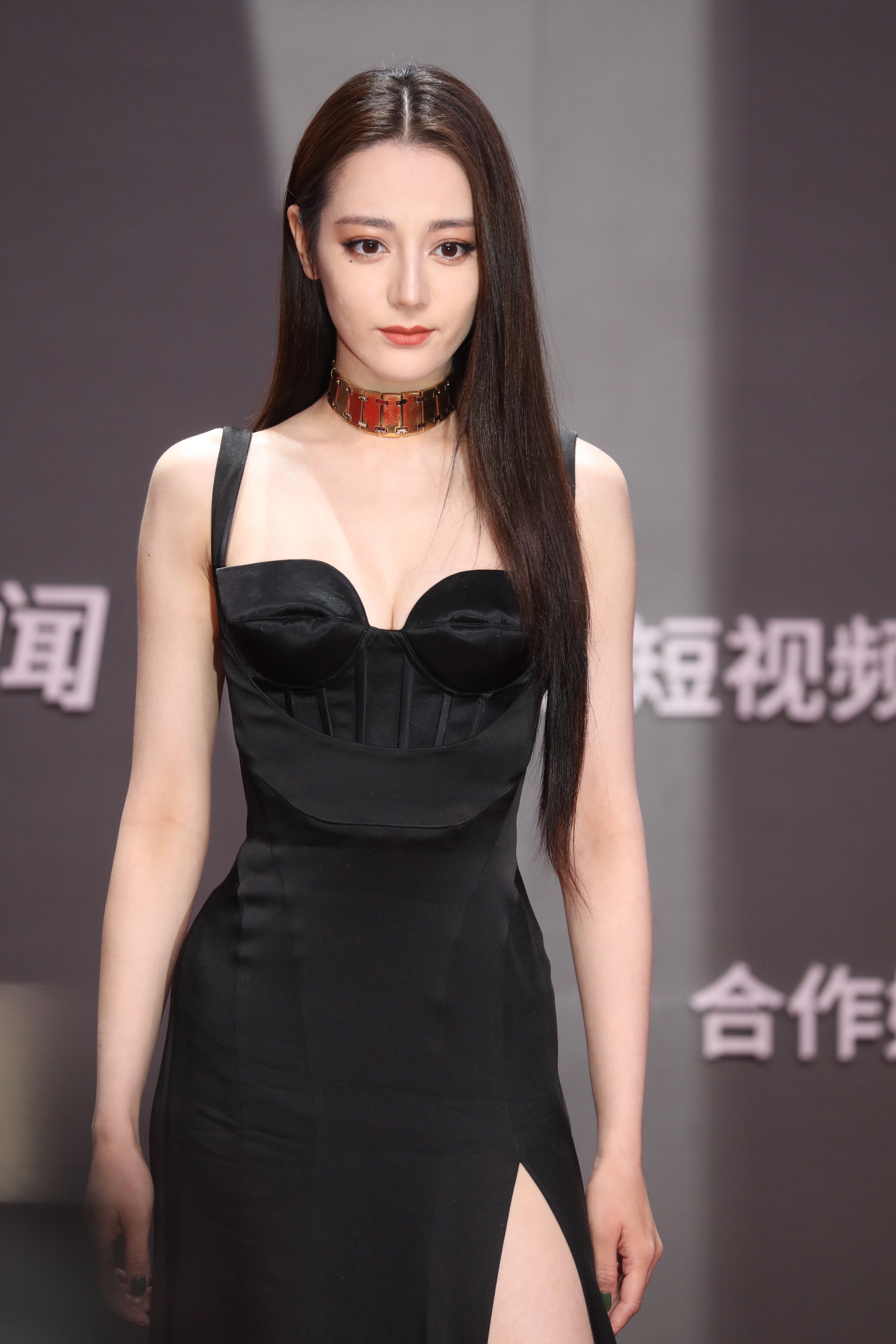
Dilraba Dilmurat (* 1992)

### Dilo
- Dilo, Richard (1922–1988), deutscher Unternehmer
- DiLorenzo, Francis Xavier (1942–2017), US-amerikanischer Geistlicher, römisch-katholischer Bischof von Richmond
- Dilow, Ljuben (1927–2008), bulgarischer Schriftsteller
- Dilowa, Penka (1943–1998), bulgarische Opernsängerin (Mezzosopran)

### Dilr
- Dilrosun, Javairô (* 1998), niederländischer Fußballspieler

### Dils
- Dilschmann, Thore (* 2006), deutscher Basketballspieler
- Dilschneider, Otto Alexander (1904–1991), deutscher evangelischer Theologe
- Dilshan, Tillakaratne (* 1976), sri-lankischer Cricketspieler und Mannschaftskapitän der sri-lankischen Nationalmannschaft

### Dilt
- Dilthey, Heinz (1905–1970), deutscher Politiker (DP, GDP), MdBB
- Dilthey, Iain (* 1971), deutscher Filmregisseur
- Dilthey, Julius Karl Friedrich (1797–1857), deutscher Philologe, Privatdozent und Gymnasialdirektor
- Dilthey, Karl (1839–1907), deutscher klassischer Philologe und Archäologe
- Dilthey, Otto (1877–1929), deutscher Jurist, Landrat und Ministerialbeamter
- Dilthey, Theodor (1825–1892), deutscher Weingroßhändler
- Dilthey, Walter (1877–1955), deutscher Chemiker
- Dilthey, Wernhard (1752–1831), deutscher Unternehmer in der Textilindustrie
- Dilthey, Wilhelm (1810–1862), nassauischer Beamter und Amtmann
- Dilthey, Wilhelm (1833–1911), deutscher Theologe und PhilosophWilhelm Dilthey (1833–1911)

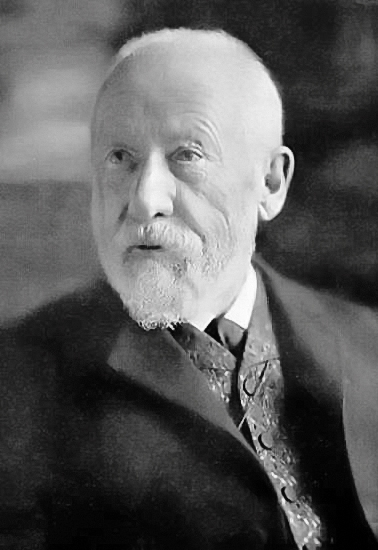
Wilhelm Dilthey (1833–1911)

- Dilts, Mervin R. (* 1938), US-amerikanischer Klassischer Philologe
- Dilts, Robert (* 1955), US-amerikanischer Mitentwickler des „Neuro-Linguistischen Programmierens“
- Diltsch, Josef (1863–1931), akademischer Maler und Lithograph
- Diltz, Henry (* 1938), US-amerikanischer Folkmusiker und Fotograf

### Dilu
- DiLuglio, Thomas R. (1931–2024), US-amerikanischer Politiker
- Diluka, Shani (* 1976), französische Pianistin

### Dilw
- Dilweg, LaVern (1903–1968), US-amerikanischer American-Football-Spieler und Politiker (Demokratische Partei)
- Dilworth, Constance (1924–2004), britische Physikerin und Hochschullehrerin
- Dilworth, John R. (* 1963), US-amerikanischer Animator, Filmregisseur und Drehbuchautor
- Dilworth, Robert (1914–1993), US-amerikanischer Mathematiker